# Àgios Andreas

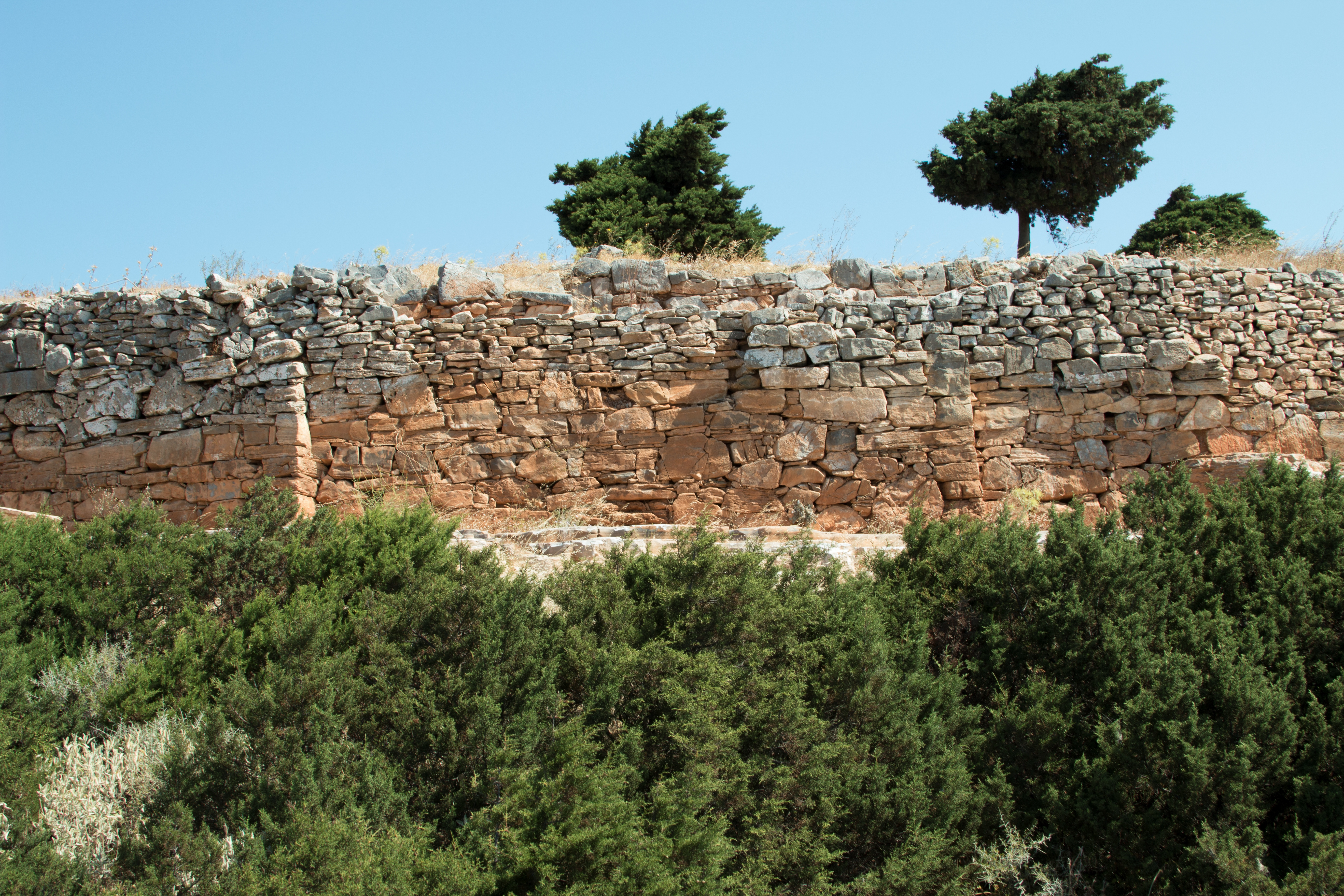
Part de la muralla micènica del jaciment arqueològic

Àgios Andreas (en grec, Άγιος Ανδρέας) és un jaciment arqueològic de l'illa de Sifnos (Grècia). Està situat en un turó al cim del qual es troba una església de Sant Andreu.
En aquest jaciment s'ha excavat una muralla micènica reforçada amb vuit torres rectangulars del segle xii aC. També s'hi han trobat murs i torres de fortificació del període geomètric. Aquestes fortificacions protegien una acròpoli a l'interior de la qual s'han trobat les restes de cinc edificis, dels quals almenys un fou construït en època micènica, i els altres semblen haver estat utilitzats al s. VIII ae.
El lloc ja fou estudiat des de 1899 per Christos Tsountas; les excavacions, però, se'n feren entre 1970 i 1980 per un equip dirigit per Varvara Filippaki.
Per albergar els objectes trobats a l'àrea es va construir al costat d'aquest jaciment una caseta que és la seu d'un museu arqueològic.
El 2012, aquest jaciment arqueològic fou un dels guanyadors dels premis del patrimoni cultural en la categoria de conservació atorgats per Europa Nostra.